# Macropsis arslanbobica
Macropsis arslanbobica är en insektsart som beskrevs av Dlabola 1967. Macropsis arslanbobica ingår i släktet Macropsis och familjen dvärgstritar. Inga underarter finns listade i Catalogue of Life.